# هلم (كامبريدجشير)
هلم (بالإنجليزية: Holme, Cambridgeshire)‏ هي قرية وأبرشية مدنية تقع في المملكة المتحدة في إنجلترا.